# Viterbese Castrense 2015-2016
Questa voce raccoglie le informazioni riguardanti la S.S.D. Viterbese Castrense nelle competizioni ufficiali della stagione 2015-2016.

## Rosa
| N. |                   | Ruolo | Calciatore           |
| -- | ----------------- | ----- | -------------------- |
|    | Italia (bandiera) | P     | Roberto Pini         |
|    | Italia (bandiera) | P     | Edoardo Mastropietro |
|    | Italia (bandiera) | D     | Marco Pomante        |
|    | Italia (bandiera) | D     | Emilio Dierna        |
|    | Italia (bandiera) | D     | Alessandro Dalmazzi  |
|    | Italia (bandiera) | D     | Stefano Scardala     |
|    | Italia (bandiera) | D     | Francesco Fè         |
|    | Italia (bandiera) | D     | Federico Pacciardi   |
|    | Italia (bandiera) | D     | Riccardo Pandolfi    |
|    | Italia (bandiera) | D     | Andrea Perocchi      |
|    | Italia (bandiera) | C     | Salvatore Santeramo  |
|    | Italia (bandiera) | C     | Giuseppe Nuvoli      |

| N. |                      | Ruolo | Calciatore               |
| -- | -------------------- | ----- | ------------------------ |
|    | Italia (bandiera)    | C     | Michele Boldrini         |
|    | Argentina (bandiera) | C     | Matías Claudio Cuffa     |
|    | Italia (bandiera)    | C     | Simone Addessi           |
|    | Italia (bandiera)    | C     | Daniele Ansini           |
|    | Italia (bandiera)    | C     | Luca Belcastro           |
|    | Italia (bandiera)    | C     | Samuele Neglia           |
|    | Italia (bandiera)    | C     | Stefano Selvatico        |
|    | Senegal (bandiera)   | A     | Khalifa Babacar Mbaye    |
|    | Italia (bandiera)    | A     | Vittorio Bernardo        |
|    | Italia (bandiera)    | A     | Carmine De Sena          |
|    | Argentina (bandiera) | A     | Mattias Vegnaduzzo       |
|    | Uruguay (bandiera)   | A     | Walter Alexis Invernizzi |

## Risultati

### Serie D

#### Girone di andata
| Arbitro: | Amadio (Ascoli Piceno) |

|          |           |  |
| Piro 43’ | Marcatori |  |

| Arbitro: | Santoro (Messina) |

|                  |           |                          |
| Giannone 50’ 73’ | Marcatori | 20’ Pintori 76’ Corsetti |

| Arbitro: | Fusco (Brindisi) |

|  |           |                 |
|  | Marcatori | 39’ 61’ Addessi |

| Arbitro: | Madonia (Vicenza) |

|                        |           |                            |
| Oggiano 73’ Nohman 75’ | Marcatori | 50’ Salvini 58’ Tumbarello |

| Sassari 27 settembre 2015, ore 15:00 CEST 5ª giornata | Torres          | 0 – 0 referto | Viterbese Castrense | Stadio Vanni Sanna\| Arbitro: \| Donda (Cormons) \| |
| Arbitro:                                              | Donda (Cormons) |               |                     |                                                     |

| Arbitro: | Tolve (Salerno) |

|                        |           |            |
| Giannone 10’ Romeo 27’ | Marcatori | 75’ Coquin |

| Nuoro 10 ottobre 2015, ore 15:00 CEST 7ª giornata | Nuorese          | 0 – 0 referto | Viterbese Castrense | Stadio Franco Frogheri\| Arbitro: \| Marini (Trieste) \| |
| Arbitro:                                          | Marini (Trieste) |               |                     |                                                          |

| Arbitro: | Gualtieri (Asti) |

|                                                 |           |                       |
| Cuffa 43’ Giannone 67’ (rig.) Nohman 75’ (rig.) | Marcatori | 63’ (rig.) Vegnaduzzo |

| Arbitro: | Ayroldi (Molfetta) |

|              |           |            |
| Nappello 47’ | Marcatori | 3’ Babacar |

| Arbitro: | Tursi (Valdarno) |

|            |           |  |
| Neglia 51’ | Marcatori |  |

| Rieti 8 novembre 2015, ore 15:00 CET 11ª giornata | Rieti             | 0 – 0 referto | Viterbese Castrense | Stadio Centro d'Italia-Manlio Scopigno\| Arbitro: \| De Santis (Lecce) \| |
| Arbitro:                                          | De Santis (Lecce) |               |                     |                                                                           |

| Arbitro: | Cascella (Bari) |

|                                      |           |           |
| Cuffa 30’ Belcastro 56’ Bernardo 71’ | Marcatori | 55’ Figos |

| Arbitro: | Testi (Livorno) |

|  |           |            |
|  | Marcatori | 62’ Ansini |

| Arbitro: | D'Ascanio (Ancona) |

|                                       |           |                   |
| Cuffa 46’ Belcastro 70’ Babacar 90+2’ | Marcatori | 28’ (rig.) Molino |

| Arbitro: | Carella (Bari) |

|  |           |                        |
|  | Marcatori | 4’ Bernardo 78’ Neglia |

| Arbitro: | Pirriatore (Bologna) |

|                                                               |           |  |
| Fè 5’ Belcastro 49’ Invernizzi 83’ Selvatico 85’ Bernardo 89’ | Marcatori |  |

| Arbitro: | Gariglio (Pinerolo) |

|              |           |  |
| Dedola 90+3’ | Marcatori |  |

#### Girone di ritorno
| Arbitro: | Di Cairano (Ariano Irpino) |

|                              |           |              |
| Bernardo 27’ 37’ De Sena 90’ | Marcatori | 17’ Massella |

| Arbitro: | Natilla (Molfetta) |

|                                                     |           |                                                        |
| Pintori 45+1’ (rig.) Corsetti 84’ Cruz 90+3’ (rig.) | Marcatori | 15’ 22’ Babacar 42’ Neglia 67’ Bernardo 76’ Invernizzi |

| Arbitro: | Miniutti (Maniago) |

|                                                   |           |  |
| Bernardo 23’ Neglia 59’ 75’ Boldrini 90+3’ (rig.) | Marcatori |  |

| Budoni 24 gennaio 2016, ore 14:30 CET 21ª giornata | Budoni                          | 0 – 0 referto | Viterbese Castrense | Stadio Comunale di Budoni\| Arbitro: \| Somma (Castellammare di Stabia) \| |
| Arbitro:                                           | Somma (Castellammare di Stabia) |               |                     |                                                                            |

| Arbitro: | Zufferli (Udine) |

|                            |           |  |
| Boldrini 44’ (rig.), rig.’ | Marcatori |  |

| Arbitro: | Donda (Cormons) |

|                           |           |                     |
| Rossetti 12’ Caraccio 50’ | Marcatori | 27’, 81’ Invernizzi |

| Arbitro: | Madonia (Palermo) |

|                                               |           |  |
| Invernizzi 24’ Selvatico 5’ (rig.) Neglia 22’ | Marcatori |  |

| Arbitro: | Fusco (Brindisi) |

|  |           |              |
|  | Marcatori | 58’ Bernardo |

| Arbitro: | Cudini (Fermo) |

|                |           |  |
| Invernizzi 18’ | Marcatori |  |

| Arbitro: | Bertelli (Busto Arsizio) |

|  |           |              |
|  | Marcatori | 5’ Pacciardi |

| Arbitro: | Meraviglia (Pistoia) |

|                         |           |  |
| Ansini 21’ Neglia 90+3’ | Marcatori |  |

| Arbitro: | Lorenzin (Castelfranco Veneto) |

|  |           |                                         |
|  | Marcatori | 24’, 43’ Neglia 53’ Ansini 83’ Bernardo |

| Arbitro: | Serafinelli (Salerno) |

|                       |           |  |
| Neglia 31’ Ansini 32’ | Marcatori |  |

| Arbitro: | Gentile (Seregno) |

|                 |           |                              |
| Geroni 30’, 49’ | Marcatori | 15’ Belcastro 67’ Invernizzi |

| Arbitro: | Massara (Reggio Calabria) |

|                                        |           |                                         |
| Invernizzi 4’ Pomante 33’ Bernardo 39’ | Marcatori | 3’ (rig.) 23’ (rig.) Bertoldi 14’ Torri |

| Arbitro: | Bonassoli (Bergamo) |

|                                         |           |                                         |
| Mollo 18’ Di Benedetto 53’ Bernardo 39’ | Marcatori | 14’ (rig.) Babacar 24’ Cuffa 89’ Dierna |

| Arbitro: | Marotta (Sapri) |

|                              |           |  |
| Invernizzi 68’ Pacciardi 79’ | Marcatori |  |

#### Poule scudetto
| Arbitro: | Cavallina (Parma) |

|                     |           |                                                  |
| Giordano 86’ (rig.) | Marcatori | 9’ Ansini 19’ Invernizzi 28’ Neglia 71’ Bernardo |

| Arbitro: | Raciti (Acireale) |

|                        |           |                                     |
| Dierna 69’ De Sena 83’ | Marcatori | 19’ Masini 54’ Galdean 65’ Montaldi |

| Arbitro: | Meraviglia (Pistoia) |

|                                                                                    |           |             |
| Belcastro 3’ Boldrini 9’ Pacciardi 23’ Ansini 37’ Bernardo 66’ Barabino 88’ (aut.) | Marcatori | 53’ Massaro |

| Arbitro: | Cudini (Fermo) |

|                  |           |               |
| Bernardo 1’, 54’ | Marcatori | 40’ Matteassi |

### Coppa Italia

#### Primo Turno
| Arbitro: | Ranaldi (Tivoli) |

|  |           |                |
|  | Marcatori | 55’, 81’ Bussi |

### Coppa Italia Serie D

#### Trentaduesimi di finale
| Arbitro: | Mastrogiuseppe (Sulmona) |

|                                           |           |                  |
| Selvatico 38’ (rig.) De Sena 46’ Pace 79’ | Marcatori | 90+1’ Vegnaduzzo |

#### Sedicesimi di finale
| Arbitro: | Tursi (Valdarno) |

|                                          |                      |                                             |
| Job 81’                                  | Marcatori            | 32’ Belcastro                               |
| Fapperdue Giambi Keqi Di Paola Montanari | Tiri di rigore 3 – 2 | Invernizzi Selvatico Ansini Dalmazzi Neglia |

## Statistiche

### Statistiche di squadra
| Competizione         | Punti | In casa | In casa | In casa | In casa | In casa | In casa | In trasferta | In trasferta | In trasferta | In trasferta | In trasferta | In trasferta | Totale | Totale | Totale | Totale | Totale | Totale | DR  |
| Competizione         | Punti | G       | V       | N       | P       | Gf      | Gs      | G            | V            | N            | P            | Gf           | Gs           | G      | V      | N      | P      | Gf     | Gs     | DR  |
| -------------------- | ----- | ------- | ------- | ------- | ------- | ------- | ------- | ------------ | ------------ | ------------ | ------------ | ------------ | ------------ | ------ | ------ | ------ | ------ | ------ | ------ | --- |
| Campionato           | 76    | 17      | 14      | 3       | 0       | 43      | 12      | 17           | 8            | 7            | 2            | 24           | 12           | 34     | 22     | 10     | 2      | 67     | 24     | +43 |
| Poule scudetto       | 3     | 1       | 0       | 0       | 1       | 2       | 3       | 1            | 1            | 0            | 0            | 4            | 1            | 4      | 3      | 0      | 1      | 14     | 6      | +8  |
| Coppa Italia         |       | 1       | 0       | 0       | 1       | 0       | 2       | 0            | 0            | 0            | 0            | 0            | 0            | 1      | 0      | 0      | 1      | 0      | 2      | -2  |
| Coppa Italia Serie D |       | 1       | 1       | 0       | 0       | 3       | 1       | 1            | 0            | 1            | 0            | 1            | 1            | 2      | 1      | 1      | 0      | 4      | 2      | +2  |
| Totale               |       | 20      | 15      | 3       | 2       | 48      | 18      | 19           | 9            | 8            | 2            | 29           | 14           | 41     | 26     | 11     | 4      | 85     | 34     | +51 |